# Lucio Postumio Megello (console 262 a.C.)
Lucio Postumio Megello (latino:Lucius Postumius Megellus) (... – 253 a.C.) è stato un politico e generale romano durante la prima guerra punica.

## Biografia
Figlio di Lucio Postumio Megello, Lucio fu nominato pretore, anche se non è noto l'anno: in ogni caso le vicissitudini del padre non ostacolarono la carriera politica del figlio. Nel 262 a.C., terzo anno della prima guerra punica, fu eletto console con Quinto Mamilio Vitulo. A entrambi i consoli fu affidato il comando delle legioni in Sicilia: in quel momento i Cartaginesi, dopo la conquista romana di Messina e dopo la sconfitta di Siracusa e il suo cambio di campo, si erano ritirati e asserragliati ad Agrigento.
Dopo un assedio durato parecchi mesi, l'esercito comandato da entrambi i consoli riuscì a sconfiggere quello cartaginese comandato da Annone e a conquistare Agrigento, dopo che la città era stata abbandonata dalla guarnigione nemica. Ai consoli, pur vittoriosi, probabilmente a causa della fuga dei generali cartaginesi, non furono concessi gli onori del trionfo al loro ritorno.
Lucio fu censore nel 253 a.C., ma morì in quello stesso anno.